# Walter Lima Jr.
Walter Lima Jr. (Niterói, 26 novembre 1938) è un regista e sceneggiatore brasiliano, uno dei membri del Cinema Novo, celebre movimento artistico che rinnovò il cinema brasiliano.

## Biografia
Si laurea in Giurisprudenza all'Universidade Federal Fluminense della sua città natale, Niterói, nella provincia di Rio de Janeiro, per poi lavorare come giornalista e critico cinematografico. Fu uno dei fondatori della cineteca del Museo de Arte Moderna di Rio de Janeiro.
Inizia la sua carriera cinematografica come aiuto-regista di Glauber Rocha, uno dei fondatori del movimento Cinema Novo, nel film Il dio nero e il diavolo biondo (1963).
Esordisce dietro la macchina da presa nel 1965 con il lungometraggio Menino de Engenho, del quale scrive anche la sceneggiatura, adattata dal romanzo omonimo di José Lins do Rego.
Con il film Brasil Ano 2000 vince l'Orso d'Argento al festival di Berlino nel 1969 e con A Ostra e o Vento il premio Cinema D'Avvenire al Festival di Venezia del 1997.
Oltre che regista e sceneggiatore, è oggi professore di cinema-documentario all'interno del corso di laurea in Giornalismo e di regia e montaggio nel corso di laurea in Cinema dell'Università Cattolica di Rio de Janeiro (PUC- Rio). Conduce diversi stage e corsi di formazione in regia, aiuto-regia e interpretazione per attori in tutto il Brasile. Ha realizzato anche diversi documentari per cinema, fiction per la TV e dal 2003 si occupa anche di regie teatrali.

## Curiosità
- Il film Brasil Ano 2000 (1969) anticipò vari segni del movimento del "tropicalismo" anche nei numeri musicali con canzoni di Caetano Veloso, Gilberto Gil e Capinam.
- Il film A Lira do Delírio (1978) fu realizzato in due tappe. La prima venne girata in 16mm durante il carnevale di Niterói nel 1973, e gli attori vennero coinvolti in episodi di violenza per strada reali. La seconda tappa fu girata tre anni più tardi, e gli attori improvvisarono parte della storia utilizzando i propri nomi e le loro caratteristiche personali. Questi due tempi furono articolati liberamente mischiando memoria, sogno e immaginazione. L'attrice Anecy Rocha (sorella di Glauber Rocha e moglie del regista) morì tragicamente prima del montaggio, fatto che aggiunse altri significati ad una storia che aveva già come temi la fantasia e la morte. Il film allora diventò un omaggio postumo alla sua stella.
- Il film O Monge e a Filha do Carrasco (1995) fu girato con attori brasiliani, ma parlato in lingua inglese con sottotitoli in lingua portoghese, per imposizione dei produttori americani.

## Filmografia

### Regista
- Menino de Engenho (1965)
- Brasil Ano 2000 (1969)
- Na Boca da Noite (1971)
- Arquitetura, A Transformação do Espaço (1972)
- O Crime de Zé Bigorna (1974) - film TV
- Taim (1977)
- A Lira do Delírio (1978)
- Joana Angélica (1979)
- Em Cima da Terra Embaixo do Céu (1981)
- Inocência (1983)
- Chico Rei (1985)
- Ele, o Boto (1987)
- Capitães da Areia (1989) - mini-serie TV
- Meu Marido (1991) - mini-serie TV
- O Monge e a Filha do Carrasco (1995)
- A Ostra e o Vento (1997)
- Santo da Casa (1999) - mini-serie TV
- A Guerra dos Pintos (1999) - mini-serie TV
- Um Crime Nobre (2001)
- Os Desafinados (2006)

### Sceneggiatore
- Il dio nero e il diavolo biondo (Deus E o Diabo na Terra do Sol) (1964)
- Menino de Engenho (1965)
- Brasil Ano 2000 (1969)
- Na Boca da Noite (1971)
- A Lira do Delírio (1978)
- Joana Angélica (1979)
- Inocência, regia di Walter Lima Jr. (1983)
- Sonho Sem Fim (1985)
- Chico Rei (1985)
- Ele, o Boto (1987)
- Capitães da Areia (1989) - mini-serie TV
- Meu Marido (1991) - mini-serie TV
- Veja Esta Canção (1994)
- O Monge e a Filha do Carrasco (1995)
- A Ostra e o Vento (1997)
- Um Crime Nobre (2001)
- Os Desafinados (2006)